# Sylhet District Stadion
Het Sylhet District Stadion (Bengaals: সিলেট জেলা স্টেডিয়াম) is een multifunctioneel stadion in Sylhet, een stad in Bangladesh. Het stadion heette eerder Sylhet Divisional Stadion. 
In het stadion is plaats voor 15.000 toeschouwers. Het stadion werd geopend in 1965.
Het stadion wordt vooral gebruikt voor cricket- en voetbalwedstrijden. Dit stadion werd bijvoorbeeld gebruikt voor het Zuid-Aziatisch kampioenschap voetbal onder 16 van 2015 en de Bangabandhu Cup van 2015 en 2018. De voetbalclub Sheikh Russel KC maakt gebruik van dit stadion.